# K-ブランドオフ

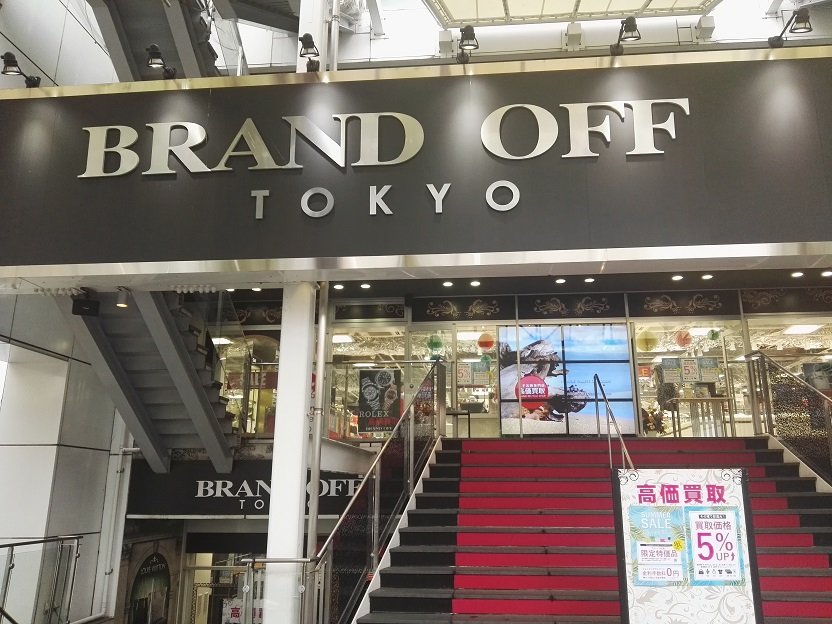
BRAND OFF 名古屋大須店

株式会社K-ブランドオフ（ケーブランドオフ、K-Brand Off Co.,Ltd.）は、石川県金沢市に本社を置き、中古ブランド品買取・販売などを手掛けている企業。コメ兵ホールディングスの100％子会社。
本稿では、2019年11月まで事業を手掛けていた株式会社ブランドオフ（後の株式会社田中管財）についても記述する。

## 概要
主にバッグ、時計、財布、宝石・貴金属、アクセサリー、雑貨など海外ブランド品の中古買取販売を手掛ける「BRAND OFF」を手掛けている他、インターネット通販による一般顧客向け販売や同業者に対して卸売りも手掛けている。
1993年4月に石川県加賀市において創業。当初はブランド商品のみを取り扱っていたが、バッグ、時計、財布、宝石・貴金属、アクセサリー、雑貨など海外ブランド品の中古買取販売を手掛ける「BRAND OFF」事業を開始し、2000年9月に株式会社ブランドオフとして法人へ改組。
店舗網も最盛期には国内に35店舗、香港に13店舗、台湾に4店舗を構えるなど規模を拡大していき、自社内に「ブランドオフ大学」を設置して鑑定士養成を行う独自ノウハウも確立させ、業界2位の地位を確立した。
大都市圏でのインバウンド需要により、2015年8月期は約154億7300万円の売上があった。しかし、インバウンドバブル崩壊で業績が悪化した他、店舗開設資金や商品在庫資金として調達していた有利子負債の返済負担などにより資金繰りも悪化。2017年8月期には債務超過に転落した。このためブランドオフは、2017年に取引金融機関に対してリスケジュールを要請した他、同年6月には大黒屋と資本業務提携の基本合意に達したものの、大黒屋は同年11月にブランドオフとの交渉中止を決定した。
ブランドオフは2018年8月期の売上が約100億円、連結売上高も約144億5000万円までに低下し、不採算店舗の閉鎖や金融機関の支援などで業績改善を図り、2018年12月時点では国内に12店舗、香港に7店舗、台湾に3店舗まで減少させたが、赤字額が増大した他、債務超過額も拡大した。
ブランドオフは大黒屋との交渉決裂後も支援スポンサーを募り、支援スポンサーには愛知県名古屋市に本社があるコメ兵の他にも数社が名乗りを上げていたが、最終的にブランドオフは2019年9月20日に、コメ兵との間でスポンサー契約に関する基本合意書を締結。コメ兵は事業を譲受する新会社として、同年10月11日に株式会社K-ブランドオフを設立し、同年10月25日にコメ兵との間で最終合意書を締結した。
K-ブランドオフは2019年12月2日に、東京事務所を管轄している東京都公安委員会から古物商許可を取得し、翌12月3日付で、ブランドオフから全事業を吸収分割により譲受して営業を開始した。本社はブランドオフと同じ金沢市に置かれる他、「BRAND OFF」の屋号や従業員の雇用も維持される。K-ブランドオフはブランドオフの有利子負債などの負債は継承しない他、ブランドオフの創業者である安山勉はK-ブランドオフの経営に関与しない。
K-ブランドオフの親会社であるコメ兵は2020年1月28日に、香港の現地法人であるBRAND OFF LIMITEDにおいて、社員がBRAND OFF LIMITEDのコメ兵グループ入り以前から資金を着服していたことを明らかにし、コメ兵はBRAND OFF LIMITEDの安山前社長（安山はブランドオフの社長も兼務）と元社員4名を香港法に基づき香港警察へ刑事告訴した。
ブランドオフは2020年7月31日に株式会社田中管財へ商号変更したと同時に、株主総会において解散を決議。田中管財は2021年3月4日に東京地方裁判所から特別清算開始決定を受けた。田中管財の負債総額は約35億円。田中管財は同年9月9日に特別清算手続の終結決定を受け、同年10月7日に法人格が消滅した。

## 沿革

### ブランドオフ→田中管財
- 1993年4月 - 石川県加賀市において創業。
- 2000年9月1日 - 株式会社ブランドオフとして法人へ改組。
- 2017年
  - 6月15日 - 大黒屋と資本業務提携において基本合意。
  - 11月10日 - 大黒屋がブランドオフに対して資本業務提携における交渉の中止を通告。
- 2019年
  - 10月25日 - コメ兵との間でスポンサー契約に関する最終合意書を締結。
  - 12月3日 - 株式会社K-ブランドオフへ全事業を譲渡して事業停止。
- 2020年7月31日 - 商号を株式会社田中管財へ変更したと同時に、株主総会で解散を決議。本店所在地を金沢市から東京都中央区へ移転[13]。
- 2021年
  - 3月4日 - 東京地方裁判所から特別清算開始決定を受ける。
  - 9月9日 - 特別清算手続の終結を決定。
  - 10月7日 - 法人格消滅。

### K-ブランドオフ
- 2019年
  - 10月11日 - 設立。
  - 12月3日 - ブランドオフから全事業を吸収分割により譲受。
- 2024年
  - 4月3日 - 株式会社RECLOの全株式を取得し、子会社化[14]
  - 7月1日 - 子会社の株式会社RECLOを吸収合併。

## 店舗
詳細は店舗情報を参照。